# عبد العزيز شرف
عبد العزيز شرف (5 نوفمبر 1935 - 31 مايو 2004) كاتب وشاعر وباحث وأستاذ جامعي مصري، له العديد من المؤلفات المتخصصة ولاسيما في الإعلام.

## نبذة
ولد عبد العزيز محمد شرف في 5 نوفمبر 1935 في بلدة شنفاس في محافظة الدقهلية بمصر. تلقى تعليمه الابتدائي والثانوي بمدينتي السنبلاوين، والمنصورة. وحصل من جامعة القاهرة على درجتي الليسانس في الآداب 1965، والماجستير في الآداب 1971، والدكتوراه في الإعلام 1974.
عمل شرف مدرسًا وأستاذًا زائرًا بجامعات الأزهر والقاهرة والإسكندرية، ورئيسًا للقسم الأدبي بجريدة الأهرام، ورئيسًا لتحرير مجلة «الحضارة»، وهو يحوز عضوية مجلس اتحاد الكتاب، والمجالس القومية المتخصصة، ورابطة الأدب الحديث، ورئيس جماعة أبوللو الجديدة.

## مؤلفاته
لشرف عشرات المؤلفات في الشعر والدراسة الأدبية والإعلامية والفكرية، منها:

### في الشعر
- نهر الدموع - 1962
- نبع الحب - 1985
- لا تسأليني - 1987
- إما حب أو لا حب - 1988
- لن يعود لنبعه النهر - 1989
- أزهار الصمت - 1992

### في الدراسة
- لطفي السيد فيلسوف أيقظ أمة
- المقاومة في الأدب الجزائري المعاصر
- فن المقال الصحفي في أدب محمد حسين هيكل
- محمد حسين هيكل في ذكراه
- الرؤيا الإبداعية في شعر البياتي
- فن المقال في أدب طه حسين
- فن التحرير الإعلامي
- الدفاع عن الثقافة
- الإعلام ولغة الحضارة
- اللغة الإعلامية
- التفسير الإعلامي للأدب الحديث ـ دراسات تطبيقية في الأدب الحديث
- الرؤيا الإبداعية في شعر الهمشري
- الهمشري شاعر القرية المهجورة
ـ العربية لغة الإعلام.
- المدخل إلى وسائل الإعلام (الصحافة، الإذاعة والتليفزيون، السينما)
- كيف تكتب القصة والقصيدة «موسيقى الشعر -الشعر الحر -الشعر الشعبي»
- النماذج البشرية في أدب ثروت أباظة
- أدب المقالة 
- أدب السيرة الذاتية 
- الإعلام الإسلامي وتكنولوجيا الاتصال
- الرؤيا الإبداعية في أدب يوسف السباعي (بالاشتراك)
- نحو بلاغة جديدة (بالاشتراك مع د. محمد عبد المنعم خفاجي)
- النحو العربي لرجال الإعلام (بالاشتراك)
- رجاء جارودي وحضارة الإسلام (بالاشتراك مع أمينة الصاوي)
- عباس محمود العقاد بين الصحافة والأدب (بالاشتراك مع د.عبد المنعم خفاجي)
- صدر له سلسلة مع محمود الهندي وهي:

- نزار قباني والأغنية ـ نزار قباني والسياسة ـ نزار قباني والمرأة ـ نزار قباني وجماليات اللغة ـ نزار قباني والوطن العربي ـ نزار قباني وعبد الناصر.

## جوائز
حاز العديد من الجوائز، منها: 
- جائزة أحسن بحث جامعي في تاريخ الصحافة 1966
- الجائزة الأولى لمجمع اللغة العربية 1970
- جائزة المنصورة التقديرية 1988
- الدكتوراه الفخرية من أكاديمية الثقافة والفنون بكاليفورنيا.